# Замок Эльда

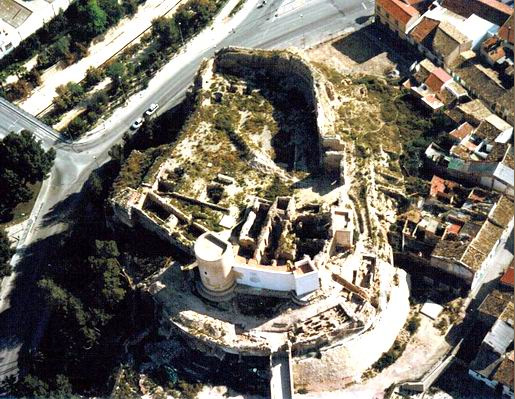
Руины замка (вид с воздуха)

Замок Эльда (исп. Castillo de Elda) находится в одноимённом городе в Валенсии (Испания) в провинции Аликанте.

## История
В 1172 году Альмохады потерпели поражение в битве при Куэнке и затем в оборонительных целях построили на небольшом холме поблизости от реки крепость Эльда. Строительство продолжалось с 1172 по 1243 год. Далее в рамках движения Реконкисты эти земли были отвоеваны, и Эльда отошла христианам. Начиная с середины XIII века и на протяжении последующих полутора веков крепость часто переходила из рук в руки. Сменяющиеся владельцы несколько раз перестраивали её, укрепляя стены и башни. Этот регион часто становился ареной боевых действий, и потому было необходимо постоянно совершенствовать оборонительные способности крепости.

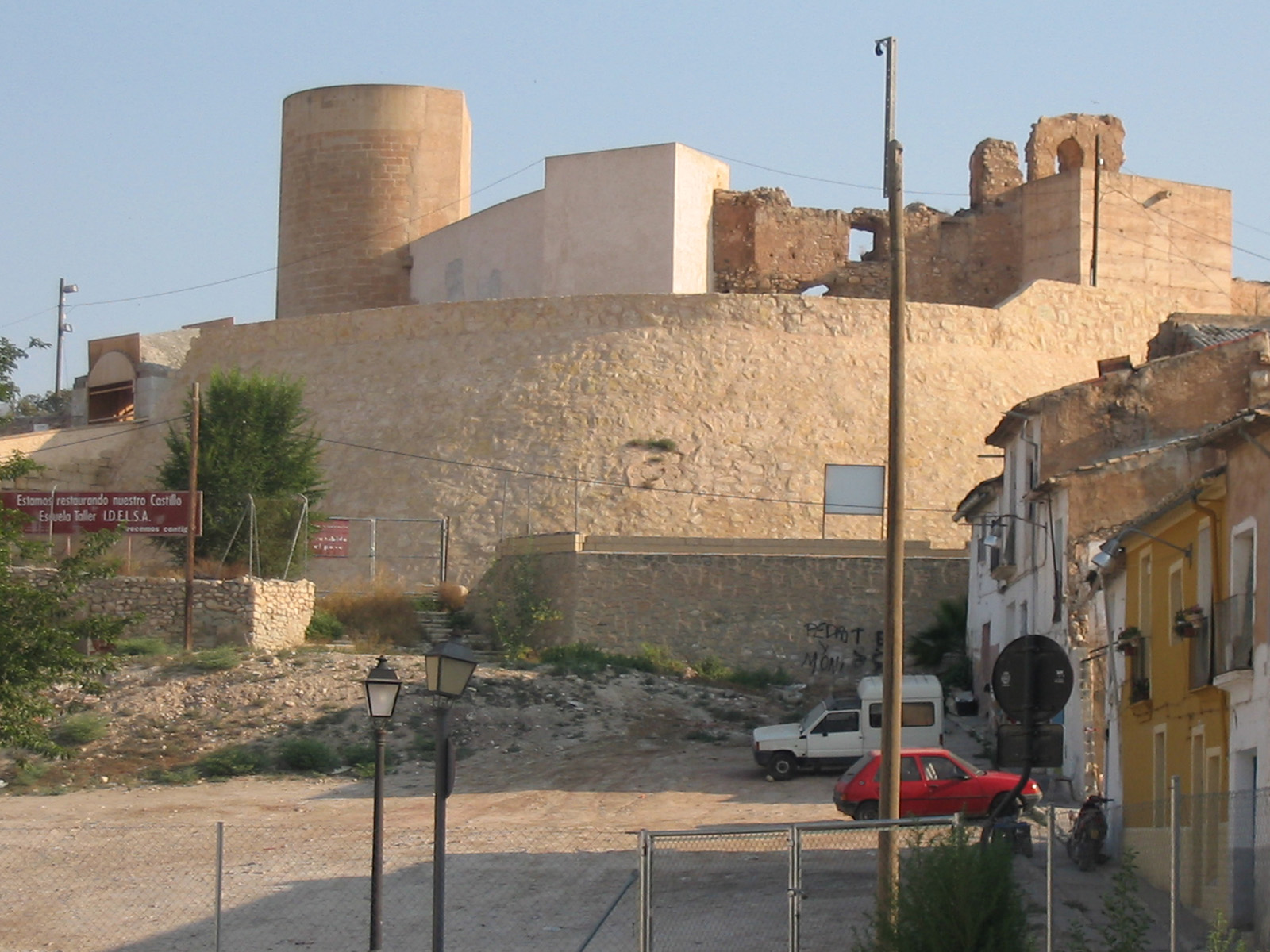
Замок Эльда

Около 1308 года внутри крепостной стены была построена церковь Святой Марии, вероятно первое культовое сооружение христиан в средневековой Эльде. В конце XIII — начале XIV веков у восточной и южной части крепостной стены располагалось кладбище. Спустя столетие Эльда претерпела сильные изменения — крепостные стены были существенно перестроены, чтобы внутри могло находиться большее число солдат гарнизона, и укреплены. В это время крепость находилась в собственности графов Косентайна. Затем эта семья обеднела и 4 сентября 1513 года продала крепость Хуану де Коломе, секретарю короля Кастилии Фердинанда II и его супруги королевы Изабеллы.

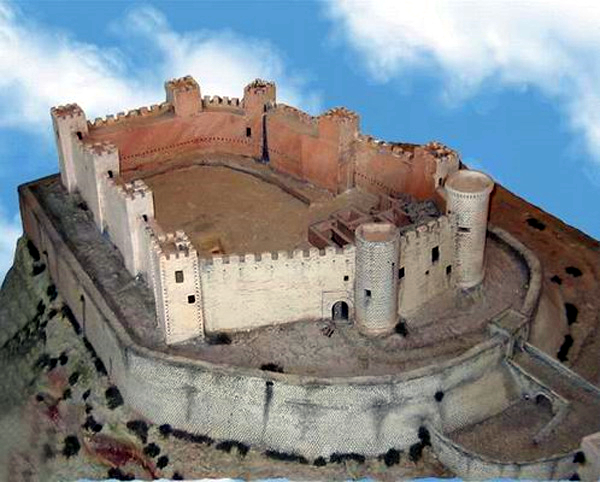
Макет замка Эльды.

Эльда оставалась родовым гнездом семьи де Колома на протяжении всего XVI века. За это время средневековая военная крепость была преобразована в настоящий дворец. Изменения коснулись как внешнего облика замка, так и его внутренних покоев. Были перестроены входные врата, сооружена круглая башня и хранилище для воды, благоустроены внутренние помещения. Несмотря на долгий период процветания, в начале XVII века Эльда пришла в упадок: финансовое положение графов де Колома ухудшилось, и потому они были вынуждены покинуть замок. С этого момента началось медленное разрушение Эльды.
В XIX веке замок пришел в плачевное состояние. В 1841 году его приобрело государство, а в 1842 году он был частично разобран на камни для строительства моста через реку Винаполо́. Были попытки устроить в замке тюрьму, но решением суда от 1844 года они были пресечены, и в замке некоторое время проводились театральные представления и выступления комических трупп. В 1848 году замок был продан на аукционе за 121 тысячу реалов. С 1866 по 1886 год Эльда находилась в собственности Педро Леона Наварро-и-Видаля, строителя по специальности. Он разобрал мраморную облицовку стен и деревянные покрытия полов, вынес из замка мебель и предметы обстановки и тем самым нанёс Эльде непоправимый ущерб.
22 апреля 1949 года замок Эльда был признан историческим памятником и с тех пор охраняется государством. В настоящее время, несмотря на попытки реставрации, находится в полуразрушенном состоянии.